# Liste der Monuments historiques in Flagey-lès-Auxonne
Die Liste der Monuments historiques in Flagey-lès-Auxonne führt die Monuments historiques in der französischen Gemeinde Flagey-lès-Auxonne auf.

## Liste der Objekte
| Bezeichnung                      | Beschreibung                             | Standort                        | Kennzeichnung | Schutzstatus | Datum | Bild |
| -------------------------------- | ---------------------------------------- | ------------------------------- | ------------- | ------------ | ----- | ---- |
| Kollektenteller                  | Kupfer, bezeichnet 1650                  | in der Kirche St-Laurent (Lage) | PM21003108    | Classé       | 2010  |      |
| Skulptur einer Heiligen mit Buch | Stein, farbig gefasst, 17. Jahrhundert   | in der Kirche St-Laurent (Lage) | PM21004416    | Inscrit      | 1999  |      |
| Skulptur Heiliger Laurentius     | Holz, farbig gefasst, 18. Jahrhundert    | in der Kirche St-Laurent (Lage) | PM21004417    | Inscrit      | 1999  |      |
| Skulptur Madonna mit Kind        | Stein, um 1930, Bildhauer Georges Serraz | in der Kirche St-Laurent (Lage) | PM21004418    | Inscrit      | 1999  |      |
| Skulptur Ecce homo               | Stein, farbig gefasst, 16. Jahrhundert   | in der Kirche St-Laurent (Lage) | PM21004419    | Inscrit      | 1999  |      |